# Барбара Шет
Барбара Шет (10. март 1976, Инзбрук, Тирол, Аустрија) је бивша аустријска тенисерка, која се професионално бавила тенисом од 1992, а повукла се након Отвореног првенства Аустралије 2005. године.
Од 1993. до 2004. године, Шет је играла за аустријски тим у Купу федерација, и победила је у 30 од 48 мечева. Такође се такмичила за Аустрију на Олимпијским играма 2000. у Сиднеју. Тада је у појединачној конкуренцији достигла полуфинале, а такмичила се и у конкуренцији женских парова.
Њене највише позиције на ВТА листи биле су 7. место у појединачној и 8. место у конкуренцији парова. Њен најбољи резултат на Гренд слем турнирима је четвртфинале Отвореног првенства САД, које је достигла 1999. године.
Барбара Шет тренутно ради као тениски коментатор и водитељ, и заједно са тениском легендом Матсом Виландером коментарише мечеве и интервјуише тенисере током гренд слем турнира.

## Каријера
Дебитовала је у професионалном тенису на турниру у Кицбухелу, за који је примила позивницу организатора. Такође је достигла четвртфинале на ИТФ турнир у Лису, Швајцарска. Године 1992. освојила је прву титулу у каријери, ИТФ турнир у Сарагоси, Шпанија. Ушла је у првих двеста играчица света 1993. године. Достигла је четвртфинала турнира у Кицбухелу и Монпељеу, оба пута као играчица из квалификација.
Дебитовала је на гренд слем турнирима, квалификујући се за Отворено првенство Аустралије 1994. и Ролан Гарос. Такође је достигла своје прво финале на турниру у Линцу. Те године, Барбара Шет је ушла у првих 100 играчица планете, 4. априла, и заузела 99. позицију. Такође је достигла четвртфинале турнира у Јапану и Праг опена.
Године 1995. достигла је полуфинале у Палерму, као и четвртфинале у Прагу. Такође је по први пут заиграла у Фед купу за Аустрију (против САД). Следеће године ушла је у топ 50, заузевши 38. место. Такође је освојила прву титулу у конкуренцији женских парова, турнир у Палерму (партнерка јој је била Џенет Хусарова). Такође је достигла полуфинале турнира прве категорије, Купа Кремља, и четврту рунду Отвореног првенства Аустралије, и победила је тада 8. играчицу планете Магдалену Малејеву на путу до четвртфинала турнира у Амелија Ајланду.
Освојила је своју другу титулу, у градићу Марија Ланковиц 1997. у родној Аустрији. Такође је достигла четврто узастопно полуфинале турнира у Палерму, као и четвртфинале турнира у Хамбургу.
Године 1998. играла је два узастопна финала, у Палерму и Бостону, али је у оба изгубила. Такође је играла полуфинала турнира у Хамбургу, Мадриду, Хобарту, Марији Ланковиц и Цириху. Заједно са Пати Шнидер, освојила је титулу у Хамбургу у конкуренцији женских парова.
На путу до полуфинала турнира у Сиднеју, поразила је тада 9. тенисерку света Кончиту Мартинез и 4. Аранчу Санчез Викарио (у полуфиналу ју је победила Мартина Хингис у три сета). Достигла је финале Купа Кремља, турнира прве категорије, као и четвртфинале Отвореног првенства САД. Ушла је у првих 10 тенисерки света, и заузела 7. место, њену највишу позицију на ВТА листи током целе каријере. Такође се квалификовала на ВТА првенство и Гренд слем куп.
Године 2000. освојила је своју трећу титулу на турниру у Клагенфурту. Достигла је седам полуфинала, али је те сезоне такође патила од разних повреда. Повукла се са турнира у Хановеру и Паризу због стомачног вируса, због упале синуса је отказала учешће на турнирима у Хамбургу и Стразбуру, а због инфекције десног стопала није играла на турниру у Линцу. Достигла је полуфинале турнира у Дохи 2001, као и четвртфинала турнира у Бечу и Купа Кремља. Током Отвореног првенства Француске, победила је тада другу тенисерку света Винус Вилијамс. Заједно са Аном Курњиковом, освојила је турнир у Сиднеју, постајући 8. тенисерка планете у конкуренцији женских парова. Такође је, заједно са Џошуом Иглом, била финалисткиња Отвореног првенства Аустралије у конкуренцији мешовитих парова. 2002. годину је завршила на 40. месту ВТА листе. Играла је четвртфинале Роџерс Купа, а освојила је титулу у паровима у Хамбургу (партнерка јој је била Мартина Хингис).
Године 2003. је достигла полуфинала турнира у Мадриду, Гоулд Коусту и 3. коло Отвореног првенства Француске. У конкуренцији женских парова, освојила је турнир у Паризу (са Шнидер).
Као 77. играчица планете, победила је 13. тенисерку на ВТА листи, Паолу Суарез у 3. колу Индијан Велс мастерса, али је изгубила у 4. колу од Кончите Мартинез. Играла је четвртфинала у Ешторилу и Хертохенбосу. У конкуренцији парова, освојила је титуле у Паризу (са Шнидер), Будимпешти (са Петром Мандулом) и Стокхолму (са Алишом Молик). То је била њена 10. титула у конкуренцији женских парова, уједно и последња. Такође је с аустријским тимом играла четвртфинале Фед купа, у ком су изгубиле од САД. Тада је нанела Мартини Навратиловој први пораз у Фед купу још од 1975. године. У октобру је рекла како намерава да се повуче након Отвореног првенства Аустралије.
Године 2005. играла је Отворено првенство Аустралије, за које је примила позивницу организатора, и изгубила је већ у првом колу. Победа у првом колу турнира у Велфорду била је њена последња победа у професионалној каријери. Изгубила је у другом колу од тада 26. тенисерке света Данијеле Хантухове, и то је био њен последњи професионални меч.

## ВТА финала

### Појединачно

#### Победе (3 ВТА, 1 ИТФ)
| Легенда           |
| Гренд слем (0)    |
| ВТА шампионат (0) |
| Тијер I (0)       |
| Тијер II (0)      |
| Тијер III (1)     |
| Тијер IV (2)      |
| ИТФ титуле (1)    |

| Бр. | Датум           | Турнир                    | Подлога | Противница у финалу | Резултат      |
| 1.  | 22. март 1992.  | Сарагоса, Шпанија         | Шљака   | Ева Хименес Санс    | 6–4, 6–4      |
| 2.  | 21. јул 1996.   | Палермо, Италија          | Шљака   | Сабин Хек           | 6–3, 6–3      |
| 3.  | 3. август 1997. | Марија Ланковиц, Аустрија | Шљака   | Хенријета Нагјова   | 3–6, 6–2, 6–3 |
| 4.  | 16. јул 2000.   | Клагенфурт, Аустрија      | Шљака   | Пати Шнидер         | 5–7, 6–4, 6–4 |

#### Порази (3)
- 1998: Палермо (изгубила од Пати Шнидер 6-1, 5-7, 6-2)
- 1998: Бостон (изгубила од Мариан де Сварт 3–6, 7–6, 7–5)
- 1999: Куп Кремља, Москва (изгубила од Натали Тозија 2–6, 6–4, 6–1)

### Женски парови

#### Победе (10)
| Легенда           |
| Гренд слем (0)    |
| ВТА шампионат (0) |
| Тијер I (0)       |
| Тијер II (5)      |
| Тијер III (0)     |
| Тијер IV и V (5)  |
| ИТФ титуле (0)    |

| Бр. | Датум             | Турнир               | Подлога | Партнерка            | Финалисткиње                             | Резултат      |
| 1.  | 21. јул 1996.     | Палермо, Италија     | Шљака   | Џенет Хусарова       | Фроренсија Лабат Барбара Ритнер          | 6–1, 6–2      |
| 2.  | 20. јул 1997.     | Палермо, Италија     | Шљака   | Силвија Фарина Елија | Флоренсија Лабат Мерседес Пас            | 2–6, 6–1, 6–4 |
| 3.  | 3. мај 1998.      | Хамбург, Немачка     | Шљака   | Пати Шнидер          | Мартина Хингис Јана Новотна              | 7–6, 3–6, 6–3 |
| 4.  | 10. јануар 1996.  | Окланд, Нови Зеланд  | Тврда   | Силвија Фарина Елија | Седа Норландер Марлен Вајнгартнер        | 6–2, 7–6      |
| 5.  | 14. јануар 2001.  | Сиднеј, Аустралија   | Тврда   | Ана Курњикова        | Лиса Рејмонд Рене Стабс                  | 6–2, 7–5      |
| 6.  | 5. мај 2002.      | Хамбург, Немачка     | Шљака   | Мартина Хингис       | Данијела Хантухова Аранча Санчез Викарио | 6–1, 6–1      |
| 7.  | 9. фебруар 2003.  | Париз, Француска     | Тепих   | Пати Шнидер          | Марион Бартоли Стефани Коен-Алоро        | 2–6, 6–2, 7–6 |
| 8.  | 15. фебруар 2004. | Париз, Француска     | Тепих   | Пати Шнидер          | Силвија Фарина Елија Франческа Скјавоне  | 6–3, 6–2      |
| 9.  | 2. мај 2004.      | Будимпешта, Мађарска | Шљака   | Петра Мандула        | Вираг Немет Агнес Шавај                  | 6–3, 6–2      |
| 10. | 8. август 2004.   | Стокхолм, Шведска    | Тврда   | Алиша Молик          | Емануел Гаљарди Ана-Лена Гренфилд        | 6–3, 6–3      |

## Гренд слемрезултати
| Турнир                        | 2005. | 2004. | 2003. | 2002. | 2001. | 2000. | 1999. | 1998. | 1997. | 1996. | 1995. | 1994 |
| ----------------------------- | ----- | ----- | ----- | ----- | ----- | ----- | ----- | ----- | ----- | ----- | ----- | ---- |
| Отворено првенство Аустралије | 2.    | 2.    | 1.    | 3.    | 3.    | 4.    | 4.    | 4.    | 3.    | 4.    | 1.    | -    |
| Отворено првенство Француске  | -     | 1.    | 3.    | 2.    | 4.    | 4.    | 3.    | 1.    | 1.    | 1.    | 1.    | 1.   |
| Вимблдон                      | -     | 1.    | 2.    | 2.    | 3.    | 1.    | 4.    | 2.    | 2.    | 2.    | -     | 1.   |
| Отворено првенство САД        | -     | 1.    | 2.    | 2.    | 4.    | 2.    | ЧФ    | 3.    | 2.    | 2.    | 1.    | 1.   |

## ВТА пласман на крају сезоне
| 1991. | 1992. | 1993. | 1994. | 1995. | 1996. | 1997. | 1998. | 1999. | 2000. | 2001. | 2002. | 2003. | 2004 |
| ----- | ----- | ----- | ----- | ----- | ----- | ----- | ----- | ----- | ----- | ----- | ----- | ----- | ---- |
| 753   | 299   | 136   | 100   | 83    | 38    | 38    | 23    | 8     | 23    | 21    | 40    | 79    | 88   |